# Eolidoidea
Eolidoidea è un sottordine di molluschi nudibranchi.

## Superfamiglie
- Acleioprocta
- Cleioprocta
- Pleuroprocta